# Bandeira de Palmeira dos Índios
A Bandeira de Palmeira dos Índios é um dos símbolos oficiais de Palmeira dos Índios, município de Alagoas. Foi criada por Luis B. Torres e Jose Delfin da Mota Branco em 1966 e aprovada pela Lei Municipal n° 691 do mesmo ano.

## Descrição
Seu desenho consiste em um retângulo dividido em três faixas verticais de mesma largura, sendo a primeira (do lado do mastro) verde, a segunda branca e a terceira amarela. No centro da faixa central da bandeira está o brasão municipal.

## Simbolismo
As cores da Bandeira fazem alusão à paisagem e à história local. Em relação às figuras presentes no brasão: a cruz representa o catolicismo, importante na formação da cidade; o casal de índios representa os protagonistas da narrativa de fundação do município, Tilixi e Txiliá; a palmeira faz referência ao local onde teriam nascido o casal de índios.